# Grup de la cilindrita
El grup de la cilindrita és un grup de minerals de la classe dels sulfurs, estretament relacionat amb el grup de la franckeïta, format per quatre espècies minerals: l'abramovita, la cilindrita, la levyclaudita i la merelaniïta. Totes quatre espècies cristal·litzen en el sistema triclínic.
| Espècie      | Fórmula              |
| ------------ | -------------------- |
| Abramovita   | Pb₂SnInBiS₇          |
| Cilindrita   | Pb₃Sn₄Sb₂S14         |
| Levyclaudita | Pb₈Sn₇Cu₃(Bi,Sb)₃S₂₈ |
| Merelaniïta  | Mo₄Pb₄VSbS₁₅         |

Segons la classificació de Nickel-Strunz els minerals d'aquest grup pertanyen a «02.HF: Sulfosals de l'arquetip SnS, amb SnS i unitats d'estructura de l'arquetip PbS» juntament amb els següents minerals: vrbaïta, franckeïta, incaïta, potosiïta, coiraïta i lengenbachita.